# Søndre Langåra tågeklokke
Søndre Langåra tågeklokke er en tågeklokke til advarsel for skibsfarten, i Indre Oslofjord som blev oprettet i 1896. Tågeklokken er indbygget i et frittstående tårn opført i schweizerstil. Til klokken hører også en boligbygning bygget efter 1900 samt udhus og naust.
Tårnklokken er stort set bevaret som den blev bygget og var ifølge riksantikvaren muligvis den eneste bemandede tågeklokke i landet. Både fyrhistorisk og arkitektonisk har Søndre Langåra stor værdi og er derfor fredet etter lov om kulturminner.

## Eksterne kilder og henvisninger
- Wikimedia Commons har flere filer relateret til Søndre Langåra tågeklokke
- Søndre Langåra tågeklokke på Riksantikvarens hjemmeside kulturminnesok.no
- Søndre Langåra tåkeklokke Norsk Fyrhistorisk Forening